# Błahodatne (obwód czerkaski)
Błahodatne (ukr. Благодатне, do 2016 Czapajewka, ukr. Чапаєвка) – wieś na Ukrainie, w obwodzie czerkaskim, w rejonie złotonoskim. W 2001 liczyła 3168 mieszkańców, wśród których 2931 jako ojczysty język wskazało ukraiński, 211 rosyjski, 2 mołdawski, 1 bułgarski, 10 białoruski, 9 ormiański, a 4 inny.